# Zeltmission

Einladungsplakat einer Zeltmission in Bretten / Württemberg

Zeltmission ist eine Form der Evangelisation. Dabei werden Zelte aufgebaut (meist für ca. eine Woche) und ein christliches Programm für Menschen in der Umgebung angeboten. Die größten Zelte der Zeltmission fassen mehr als 10.000 Menschen und wurden u. a. von dem deutsch-südafrikanischen Evangelisten Reinhard Bonnke in Afrika eingesetzt.

## Kennzeichen und Anliegen der Zeltmission
Die Zeltkirche ist der Versuch, kirchen- und glaubensdistanzierte Menschen an einem neutralen Ort für den christlichen Glauben zu interessieren. Charakteristisch für die Zeltmission ist eine volkstümliche Verkündigungsweise und aufgelockerte Programmgestaltung.
Die Zeltmission will allerdings nicht nur über Jesus Christus informieren, sondern auch zum Glauben einladen. Bei den meisten Zeltmissionen erfolgt im Anschluss an die Zeltpredigt ein Aufruf zur Entscheidung, auf den der Hörer auf unterschiedliche Weise reagieren kann.
Aufgrund ihrer Mobilität kann die Zeltmission außerdem flexibel auf die Bedürfnisse der missionierenden Gemeinden und Gemeinschaften eingehen.

## Geschichte
Die Zeltmission hat ihren Ursprung in der Erweckungsbewegung. Als eigentlicher Begründer der kontinentaleuropäischen Zeltmission gilt Jakob Vetter. Er war innerlich beeindruckt von der sozialen und geistlichen Not des Industrieproletariats des 19. Jahrhunderts. Besonders bewegt war er von der großen Distanz, die durch die Verbürgerlichung der Kirchen in breiten Schichten der Bevölkerung zu den kirchlichen Angeboten erwachsen war. Vetter sah die tiefere Ursache dieser Entwicklung im theologischen Liberalismus und Rationalismus der Kirchen. Es stellte sich ihm in diesem Zusammenhang vor allem die Frage, wie denn das „einfache Volk“ mit dem Evangelium erreicht werden kann. In seinen Lebenserinnerungen berichtet Vetter von einer Vision 1895, die ihm Antwort auf seine Fragen gab. Er sah ein „großes Zelt“ und hörte dabei die Stimme Gottes: „Das ist der Ort, an dem du die Massen des Volkes unterbringen wirst.“ In dieser Vision sah Vetter nach eigenen Aussagen auch die gesamte Konstruktion sowie auch die Inneneinrichtung des Zeltes: „So wurde die Zeltmission von dem liebevollen Herrn geschenkt.“ Von ihm stammt die Aussage: „Wenn die Leute nicht mehr in die Kirche gehen, dann muss die Kirche zu den Menschen gehen!“

## Organisationen der Zeltmission

### Die Deutsche Zeltmission
Die 1902 von Jakob Vetter gegründete Deutsche Zeltmission, die seit 1904 ihren Sitz in Geisweid bei Siegen hat, besteht noch heute und versteht sich als ein moderner Dienstleister für christliche Gemeinden. Mit zwei Zeltpavillons, dem dzm-Jubiläumszelt und einer großen Festzelthalle, einem umfangreichen und modularen Konzept für evangelistische Veranstaltungen und einem kompetenten Mitarbeiterstamm stellt die Deutsche Zeltmission diesen Gemeinden alle Möglichkeiten zur evangelistischen Arbeit kostenlos zur Verfügung. Das Missionswerk trägt sich auch heute noch allein durch Spenden. Außerdem wurden Konzepte für Veranstaltungen ohne Zelt mit ins Programm aufgenommen.

### Zeltmission der Baptisten

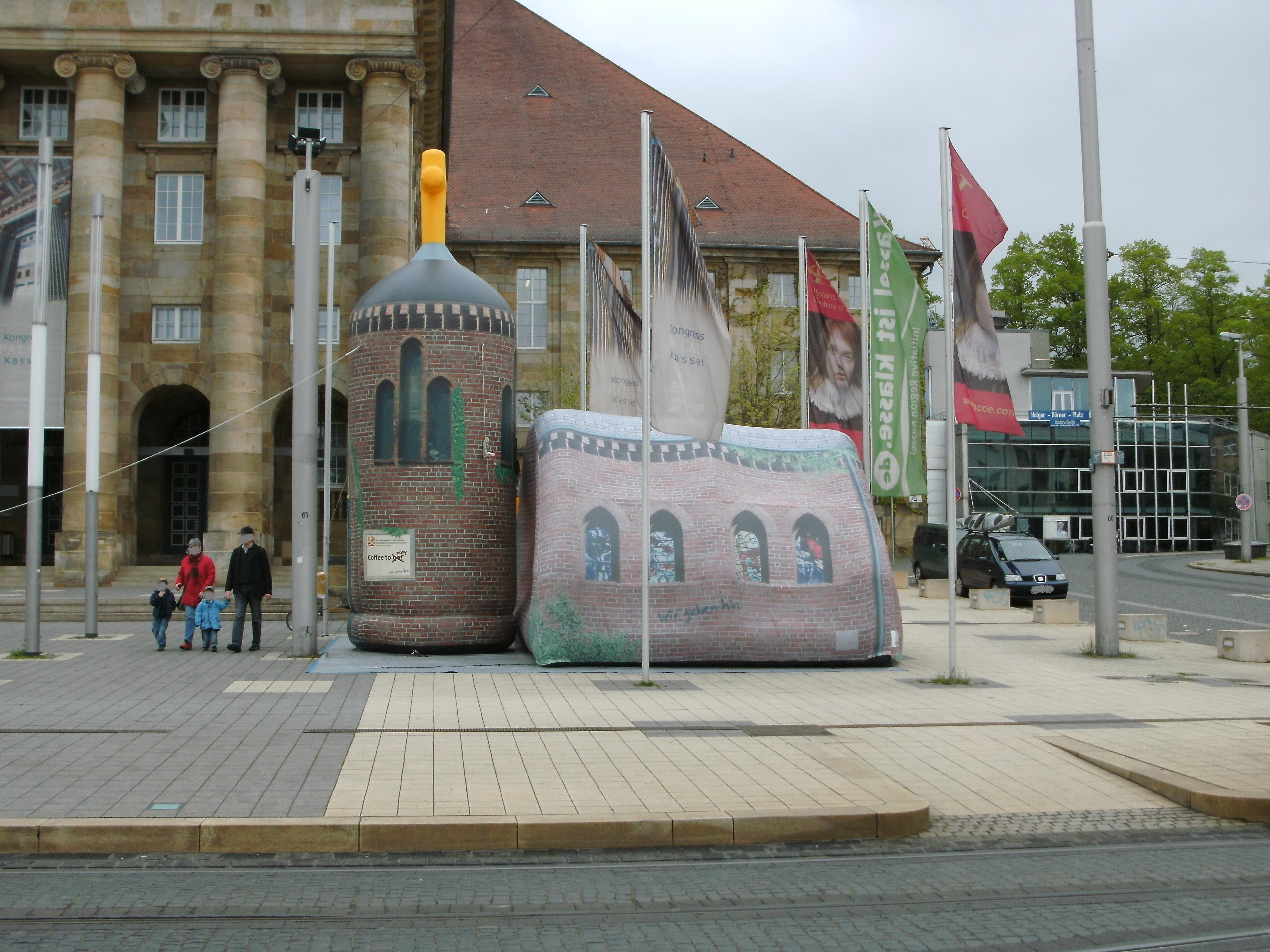
Moderne Form der Zeltmission im BEFG: Zeltkirche des Projektes Ewigkite

Noch 1934 begannen die deutschen Baptisten mit dem Aufbau einer eigenen Zeltmission, die sich hier aus der sogenannten Wagenmission entwickelt hat. Die Wagenmission, bei der zunächst ein Pferdefuhrwerk mit einem ausgebauten Wohn- und Materialwagen zum Einsatz kam, war ursprünglich ein Zweig der baptistischen Jugendarbeit. Auch die aufkeimende Zeltmission war bei den Baptisten zunächst im Jugendsektor ihrer Missionsarbeit angesiedelt. Am 10. Mai 1934, dem Himmelfahrtstag, wurde das erste Missionszelt der Baptisten in Goslar eingeweiht. Als erster Zeltevangelist wirkte Franz Lüllau.

## Weitere Träger
Neben der Deutschen Zeltmission und dem Bund Evangelisch-Freikirchlicher Gemeinden (Baptisten- und Brüdergemeinden) betreiben auch die Evangelisch-methodistische Kirche, der Bund Freier evangelischer Gemeinden in Deutschland, der Jugendverband Entschieden für Christus (EC), die Berliner Stadtmission, die Deutsche Indianer Pionier Mission (DIPM / Evangelisation in Deutschland), die Barmer Zeltmission der Brüderbewegung und die Zeltmission des Missionswerk Neues Leben. Daneben gibt es noch kleinere Zeltmissionen wie die Neulandmission Plettenberg, die der Brüderbewegung nahesteht sowie die von Claas Aeilts gegründete Bibel- und Missionsschule Ostfriesland, die sich dem Ostfriesischen Gemeinschaftsverband verbunden weiß. Insgesamt sind für die verschiedenen evangelischen Kirchen, Freikirchen und Gemeinschaften rund 50 Zelte unterwegs, von denen die meisten zwischen 300 und 1.000 Besucher fassen.

## Zeltmission heute
Insgesamt ist innerhalb Deutschlands eine Abnahme der zeltmissionarischen Einsätze zu verzeichnen. Im Jahr 1992 waren es noch 240 Einsätze, 2000 noch 102 und 2015 noch 54 Einsätze. Die Ursachen dafür sind vielschichtig. Die Gründe werden zum einen darin gesehen, dass viele Gemeinden die Evangelisationsarbeit in den Gemeindealltag integriert haben und lieber regelmäßige Gästegottesdienste und evangelistische Glaubensgrundkurse veranstalten, als eine Zeltmission zu organisieren. Zum anderen scheinen neue evangelistische Großveranstaltungen wie zum Beispiel ProChrist und JesusHouse jenen Platz eingenommen zu haben, der früher von der Zeltmission eingenommen wurde. Allerdings ist auch festzustellen, dass generell die missionarische Motivation der traditionellen Gemeinden in Deutschland stark abgenommen hat. Das schränkt zum einen auch Zeltmission ein, öffnet aber ebenso neue Türen für missionarische Zeltevangelisationen mit neuen Gemeindeformen und -konzepten. Einige der Zeltmissionen in Deutschland haben diesen neuen Weg erkannt und sind wieder stärker nachgefragt.
In der sogenannten Neulandmission, die in Gebieten mit einem hohen Anteil kirchendistanzierter Bevölkerung durchgeführt wird, sowie beim Aufbau neuer Gemeinden ist die Zeltmission nach wie vor ein wichtiges Werkzeug.
Zu den neueren Zeltevangelisten gehören auch Nichttheologen – so zum Beispiel der Informatiker Werner Gitt.

## Zeltevangelisten
- Fritz Binde (Gemeinschaftsbewegung)
- Reinhard Bonnke (Pfingstbewegung)
- Manfred Bönig
- Werner Gitt (Baptisten)
- Billy Graham (Baptisten)
- Peter Hahne (Evangelische Kirche in Deutschland)
- Ernst Krupka (Gemeinschaftsbewegung)
- Herbert Sczepan (Baptisten)
- Peter Strauch (Bund Freier evangelischer Gemeinden in Deutschland)
- Wilhelm Pahls
- Jakob Vetter
- Klaus Vollmer (Evangelisch-Lutherische Landeskirche Hannovers)